# Seznam portugalskih pesnikov
Seznam portugalskih pesnikov.

## A
- Adamastor
- Almeida Garrett (João Baptista da Silva Leitão de Almeida Garrett)
- Leonor de Almeida de Alorna
- Ana Luísa Amaral (1956–2022)
- Sophia de Mello Breyner Andresen de Sousa Tavares (1919–2004)
- Joaquim Paço d'Arcos

## B
- Manuel Maria Barbosa du Bocage

## C
- João da Câmara
- Luis de Camões (Luis Vaz de Camões)
- António Feliciano de Castilho
- Eugenio de Castro

## D
- Júlio Dantas
- João de Deus
- Júlio Dinis

## E
- Filinto Elísio
- Florbela Espanca

## F
- Cristóvão Falcão
- António Feijó
- António Ferreira

## G
- António Gedeão

## H
- Herberto Hélder

## J
- Guerra Junqueiro

## L
- António Gomes Leal
- Francisco Rodrigues Lobo

## M
- Jorge de Montemayor

## N
- António Nobre

## O
- António Correia de Oliveira
- Pedro Oom

## P
- António Augusto Soares de Passos
- José Luís Peixoto
- Camilo Pessanha
- Fernando Pessoa
- Leonor de Almeida Portugal

## R
- Bernardim Ribeiro

## S
- Mário de Sá-Carneiro
- Ary dos Santos
- António Diniz da Cruz e Silva

## Q
- Antero de Quental

## T
- Miguel Torga

## V
- Cesário Verde
- Gil Vicente